# Khajurgachhi
Khajurgachhi (en népalais : खजुरगाछी) est un comité de développement villageois du Népal situé dans le district de Jhapa. Au recensement de 2011, il comptait 9 469 habitants.